# 9. alpinski polk
9. alpinski polk (izvirno italijansko 9° reggimento Alpini) je alpinski polk Italijanske kopenske vojske.

## Organizacija
Danes
- Štab

- Štabna in logistično-podporna četa
- Alpinski bataljon L'Aquila

- 93. alpinska četa
- 108. alpinska četa
- 143. alpinska četa
- 119. minometna četa
- 264. protioklepna četa